# Akron, Ohio
Akron je mesto v zvezni državi Ohio, ZDA.
Mesto je bilo ustanovljeno leta 1825.
Ima univerzo (ustanovljena 1913) ter letalsko, gumarsko, lesarsko industrijo,...